# Рагби клуб Војводина
Рагби клуб Војводина је рагби јунион (рагби 15) клуб из Новог Сада. Један је од "најмлађих" рагби клубова у Србији, основан је септембра 2001. 